# Contea di Yudu
La contea di Yudu (于都县S, Yúdū XiànP) è una contea della Cina, situata nella provincia di Jiangxi e amministrata dalla prefettura di Ganzhou.